# Kellia
Kellia är ett släkte av musslor som beskrevs av Turton 1822. Enligt Catalogue of Life ingår Kellia i familjen Lasaeidae, men enligt Dyntaxa är tillhörigheten istället familjen Kellidae.
Kladogram enligt Catalogue of Life och Dyntaxa:
| Kellia | \| \| Kellia cycladea \| \| \| \| \| \| Kellia suborbicularis \| \| \| \| |
|        | \| \| Kellia cycladea \| \| \| \| \| \| Kellia suborbicularis \| \| \| \| |
|        | Kellia cycladea                                                           |
|        |                                                                           |
|        | Kellia suborbicularis                                                     |
|        |                                                                           |

## Bildgalleri

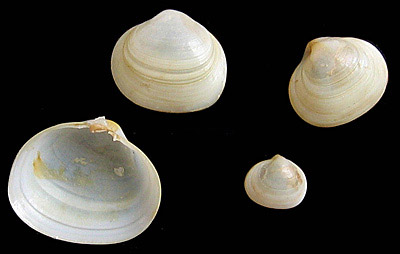
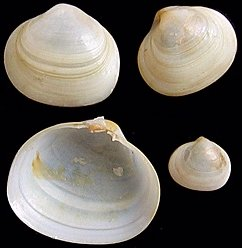